# Bilași, Dubrovîțea
Bilași (în ucraineană Білаші) este un sat în comuna Berejnîțea din raionul Dubrovîțea, regiunea Rivne, Ucraina.

## Demografie
Componența lingvistică a localității Bilași
     Ucraineană (100%)
Conform recensământului din 2001, toată populația localității Bilași era vorbitoare de ucraineană (100%).